# Cicely Saunders
Cicely Mary Strode Saunders, född 22 juni 1918 i Barnet i London, död 14 juli 2005 i Bromley i London, var en brittisk sjuksköterska, socialarbetare, läkare och författare. Hon är känd för sitt arbete inom forskning om vård i livets slutskede och sin roll i hospicerörelsens tillkomst, för att hon betonade vikten av palliativ vård inom den moderna medicinen och för att hon motsatte sig legaliseringen av aktiv dödshjälp.

## Biografi
Saunders började 1938 studera politik, filosofi och ekonomi vid St. Anne's College i Oxford. Under kriget bestämde hon sig för att bli sjuksköterska och utbildade sig åren 1940–1944 vid Nightingale School of Nursing vid St. Thomas' Hospital. När hon återvände 1944 till St. Anne's College efter en ryggskada tog hon året därpå kandidatexamen, kvalificerade sig 1947 som medicinsk socialarbetare och utbildade sig så småningom till läkare.

### Tasma och frälsning
År 1948 blev Saunders förälskad i en patient, Ela Majer "David" Tasma, en polsk-judisk flykting som hade flytt från Warszawas getto och arbetade som servitör; han var döende i cancer. Han testamenterade 500 pund (motsvarande 19 000 pund år 2021) till henne för att bli "ett fönster i ditt hem". Denna donation, som bidrog till att grunda den idé som skulle bli St. Christopher's Hospice, i Sydenham väster om London, är ihågkommen med ett minnesmärke av glas vid ingången till hospicet.
Medan hon utbildade sig till socialarbetare semestrade hon med några kristna vänner, vilket bidrog till att hon blev kristen. Vid 1940-talets slut började Saunders arbeta deltid på St. Luke's Home for the Dying Poor i Bayswater, och det var delvis detta som 1951 fick henne att börja studera till läkare.

### Michniewicz och hospice-planer
I början av 1950-talet började hon arbeta på St. Joseph's Hospice, ett katolskt hospice i Hackney i östra London, där hon kom att stanna i sju år och forska om smärtlindring. Där träffade hon Antoni Michniewicz, en patient som hon blev förälskad i. Hans död 1960, Saunders fars död 1961 och en annan väns död försatte henne i vad hon senare kom att benämna ett tillstånd av "patologisk sorg". Men hon hade redan bestämt sig för att starta ett eget hospice för cancerpatienter och sade att Michniewicz' död hade visat henne att "när kroppen blir svagare, så blir anden starkare". Saunders sade att hon efter att ha funderat på projektet i elva års tid hade utarbetat en omfattande plan och sökt finansiering efter att ha läst Psaltaren 37: "Lägg din väg i händerna på Herren, förtrösta också på honom, så skall han låta det ske". Hon lyckades få stöd av Albertine Winner(en), vid den tiden biträdande chefsläkare vid hälsoministeriet.

### St. Christopher's Hospice
År 1967 grundades St. Christopher's Hospice, en föregångare inom den moderna hospicerörelsen. Man ville där kombinera undervisning och klinisk forskning med experters smärt- och symtomlindring samt holistisk vård för att tillgodose patienters och närståendes fysiska, sociala, psykologiska och andliga behov. St. Christopher's Hospice utvecklades utifrån en vårdfilosofi som innebär att "du är viktig för att du är du, du är viktig till livets sista ögonblick". Detta sätt att se på vården i livets slutskede ledde så småningom till en ny medicinsk specialitet – palliativ vård. Forskning visar att St. Christopher's skilde sig mycket från sjukhusen på 1960-talet, och att det utformades och sköttes som ett "hem från hemmet" där den fysiska miljön var viktig. Det var en plats där patienterna kunde trädgårdsarbeta, skriva, prata – och få sitt hår fixat. Det fanns alltid, skulle Saunders betona, så mycket mer att göra, och hon arbetade i denna anda som dess medicinska chef från 1967 och därefter från 1985 som dess ordförande, en post hon innehade till 2005.
År 1963, tre år efter Michniewiczs död, blev Saunders bekant med målningar skapade av Marian Bohusz-Szyszko, en polsk immigrant och professor med examen i konst. De träffades och blev vänner, och hon blev beskyddare av hans konst. En stor del av hans verk hänger på St. Christopher's Hospice. År 1980 gifte sig Saunders med Bohusz-Szyszko. Hon var 61 år och han var 79 år. Bohusz-Szyszko dog 1995, 94 år gammal, och han tillbringade sina sista dagar på St. Christopher's Hospice.

### Cicely Saunders International
År 2002 var Saunders med och grundade välgörenhetsorganisationen Cicely Saunders International, där hon blev ordförande. Organisationens uppdrag är att främja forskning för att förbättra vården och behandlingen av patienter med livshotande sjukdom och att göra palliativ vård av hög kvalitet tillgänglig för alla som behöver den – på hospice, på sjukhus eller i hemmet. Organisationen har bidragit till att skapa världens första institut för palliativ vård – Cicely Saunders Institute – och har stött forskning för att förbättra hanteringen av symtom som andfåddhet, samt åtgärder för att bättre tillgodose patienters och familjers valmöjligheter inom palliativ vård och bättre stöd till äldre människor.

### Medicinsk etik, "total smärta"
Saunders har spelat en viktig roll inom den brittiska medicinska etiken. Hon var rådgivare till Andrew Mephem, vars rapport fick pastor Edward Shotter att inrätta London Medical Group (LMG), en föregångare till Society for the Study of Medical Ethics, senare Institute of Medical Ethics. Hon höll 1972 en av de första LMG-föreläsningarna om smärta, "The Nature and Management of Terminal pain".
Hon motsatte sig starkt aktiv dödshjälp. Detta berodde delvis på hennes kristna tro, men hon hävdade också att det aldrig behövs eftersom effektiv smärtlindring alltid är möjlig. Hon accepterade dock att båda sidor i eutanasidebatten var emot onödig smärta och förlust av personlig värdighet.
Saunders introducerade begreppet "total pain", på svenska "total smärta". Detta innefattar fysisk, emotionell, social och andlig smärta.

### Sista tid
Saunders var aktiv till hög ålder men fick bröstcancer. Hon dog 2005, 87 år gammal, på St. Christopher's Hospice. År 2018 hedrade Google henne med en Google Doodle för att markera hennes 100-årsdag.